# Neil Faulkner
Pour les articles homonymes, voir Faulkner.
Neil Faulkner (1958-2022) est un archéologue, historien, activiste et écrivain britannique né le 22 janvier 1958 à Londres et mort le 4 février 2022 dans la même ville. Il travaillait au magazine Current Archaeology.

## Biographie
Neil Faulkner est né à Londres en 1958, a grandi dans le Weald, et fréquenta l'école The Skinners' School à Tunbridge Wells.
Faulkner a étudié les sciences politiques et sociales au King's College de Cambridge, et fut ensuite enseignant avant de se tourner vers l'archéologie. Il eut son doctorat à l'Institut d'archéologie de Londres, en faisant une étude des derniers villages romains en Angleterre. Il fut élu Fellow of the Society of Antiquaries of London (FSA) en 2007.
Faulkner est connu pour ses conférences, ses apparitions à la télévision britanniques, ses livres, ou encore son actif travail de terrain.

## Militantisme
Neil Faulkner milite pendant 30 ans au Socialist Workers Party anglais, apportant sa contribution théorique au mouvement révolutionnaire. Il a écrit « Analyse marxiste de l’empire romain » , et « Les croisades - une analyse marxiste » pour la revue Socialisme International.

## Publications
- The Decline and Fall of Roman Britain. Tempus. (2000).  (ISBN 978-0752419442)
- Apocalypse: The Great Jewish Revolt Against Rome (2002) Tempus, first edition; (2012) Amberley Publishing, second edition
- Rome: Empire of the Eagles, 753 BC – AD 476 (2009), Routledge
- A Visitor's Guide to the Ancient Olympics, Yale University Press, (1 May 2012)
- A Marxist History of the World: From Neanderthals to Neoliberals Pluto Press. (5 abril 2013).
- Digging Sedgeford: A People's Archaeology. Poppyland Publishing. (2014).  (ISBN 978-1909796089)
- Lawrence of Arabia's War: The Arabs, the British and the Remaking of the Middle East in WWI. Yale University Press. (2016).  (ISBN 978-0300196832)
- Creeping Fascism: Brexit, Trump, and the Rise of the Far Right. Public Reading Rooms. (2017). 235 pages.  (ISBN 978-0995535237)
- A People's History of the Russian Revolution. Pluto Press. (15 April 2017).  (ISBN 978-0745399034)
- A Radical History of the World. Pluto Press. (15 October 2018). 512 pages.  (ISBN 978-0745338040)
- Abandoned Places of World War I, Amber Books (2021),
- Empire and Jihad: The Anglo-Arab Wars of 1870-1920. Yale University Press. (2021)